# Conferencia de Teherán
La conferencia de Teherán fue una reunión que tuvo lugar entre el 28 de noviembre y el 1 de diciembre de 1943, entre los dirigentes Iósif Stalin, Winston Churchill y Franklin D. Roosevelt, que formaban el bando de los Aliados. Constituye uno de los máximos exponentes de cooperación de los aliados en la Segunda Guerra Mundial.
Fue la primera conferencia entre los tres grandes (la Unión Soviética, los Estados Unidos, y el Reino Unido) en la que Roosevelt estaba presente, ya que este no asistió a la conferencia de Moscú, de agosto de 1942. Sucedió a la conferencia de El Cairo y fue seguida por la conferencia de Yalta y la conferencia de Potsdam. 
Allí, los líderes aliados decidieron la operación Overlord, la estrategia militar general para el resto de la guerra, el futuro de Alemania y los países ocupados por Alemania, repartiéndose las zonas de influencia.

## Error durante el viaje de Roosevelt
Roosevelt viajó hacia Teherán en el acorazado presidencial “Iowa”. Durante el viaje los jefes navales decidieron mostrarle a Roosevelt un simulacro de guerra, durante el cual las baterías antiaéreas del “Iowa” dispararon contra globos meteorológicos, como si fueran aviones enemigos. Para poder ver las maniobras, el presidente fue llevado a la cubierta en su silla de ruedas.
En medio de las maniobras el comandante del USS William D. Porter (DD-579) ordenó un simulacro de ataque con torpedos desarmados contra el acorazado presidencial. Pero los operadores encargados olvidaron quitar el detonador al disparar el tercer torpedo. Advertidos del error dieron aviso urgente de que en tres minutos un torpedo armado impactaría contra el buque del Presidente. El USS Iowa debió entonces realizar una maniobra de urgencia para esquivar el torpedo, que explotó detrás, sobre la estela del barco. La sacudida causada por la explosión precipitó la silla de ruedas de Roosevelt sobre la borda, que debió que ser detenida por los custodios antes de caer al mar.

## Operación Weitsprung
Al enterarse los servicios de inteligencia alemanes que la conferencia se celebraría, planearon asesinar a los tres líderes, de lo que se encargaría Otto Skorzeny (que ya había liberado a Benito Mussolini el 12 de septiembre de ese mismo año). La operación fue descubierta por los servicios de inteligencia soviéticos. Enterados los alemanes, decidieron a su vez dejarla sin efecto.

## Descripción general

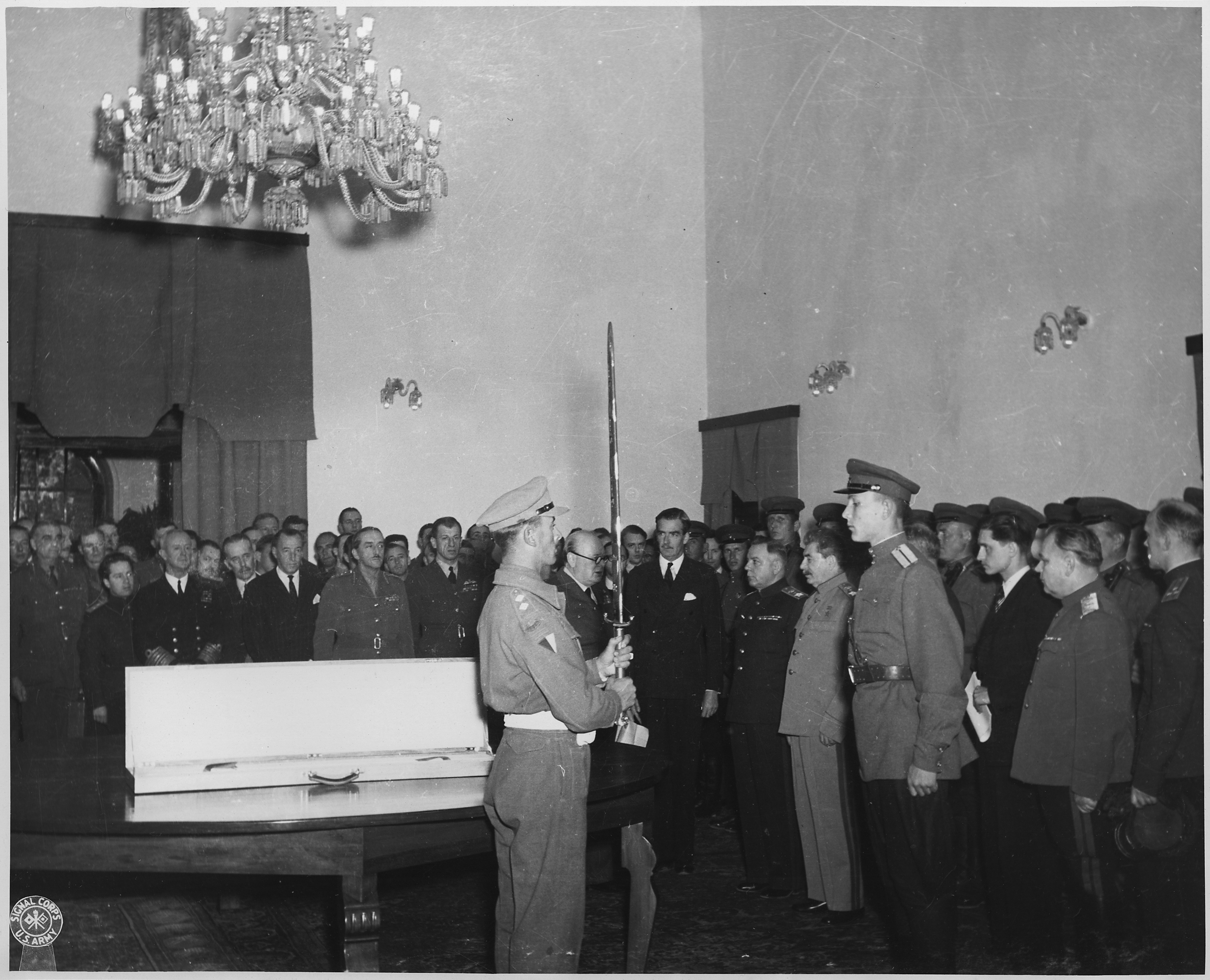
El primer ministro, en nombre del rey Jorge VI de Gran Bretaña, presenta La espada de Stalingrado a Stalin, en la sala de juntas de la embajada rusa en Teherán.

Los principales dirigentes aliados (Roosevelt, Stalin y Churchill) (Aliados de la Segunda Guerra Mundial) eran conocidos como los "Tres Grandes" a causa del poderío de las naciones que representaban y su colaboración pacífica durante la Segunda Guerra Mundial. Estos tres líderes solo se reunieron dos veces, pero cuando conferenciaron sus decisiones cambiaron el curso de la historia.
La primera de estas dos conferencias tuvo lugar en Teherán, la capital de Irán. Se produjo después de muchos escritos y amenazas, ya que Roosevelt deseaba fortalecer la cooperación entre los Estados Unidos, Gran Bretaña y la URSS. De hecho, Roosevelt deseaba tanto esta reunión que estaba dispuesto a hacer numerosas concesiones a Stalin, entre ellas la elección del lugar de reunión, que venía mejor a Stalin por su cercanía a la URSS.
Churchill y los diplomáticos británicos esperaban establecer un método para hacer frente a Stalin antes de la conferencia y por lo tanto, organizaron la conferencia de El Cairo. Sin embargo, la conferencia de El Cairo no fue como estaba previsto. Roosevelt se retiró, nervioso, haciendo caso omiso de la cuestión de Stalin y la conferencia se dedicó principalmente a debatir la futura política con China y Japón.
Roosevelt llegó a Teherán el 28 de noviembre de 1943 en malas condiciones físicas. Stalin llegó fortalecido por las recientes victorias de la URSS en Kursk y el río Dniéper. Churchill estaba tranquilo y centrado, con la esperanza de promover su plan de desembarcar sobre el Mar Mediterráneo.
La conferencia de Teherán fue la primera conferencia de los "Tres Grandes" en la Segunda Guerra Mundial, por lo que la primera cosa que hicieron los Estados Unidos y Gran Bretaña fue garantizar la plena cooperación y la asistencia de la Unión Soviética en todas las políticas de la guerra. Stalin aceptó, pero a un precio: Roosevelt y Churchill tendrían que apoyar su mandato y a los partisanos en Yugoslavia, y también permitir la modificación de la frontera entre Polonia y la URSS. Roosevelt, Churchill y Stalin se ocuparon luego de asuntos más importantes, principalmente la operación Overlord y la guerra política. La operación Overlord estaba programada para comenzar en mayo de 1944, en compenetración con el ataque soviético a la frontera oriental de Alemania. En la serie de batallas que más tarde se conocería como "Día D", se combinaron fuerzas de Canadá, el Reino Unido, los Estados Unidos y muchos otros países. Los "Tres Grandes" pasaron días discutiendo acerca de cuándo debería tener lugar la batalla de Normandía, llamada en clave Operación Overlord.
A continuación, Roosevelt dio una promesa a Stalin, que el líder soviético había estado esperando desde junio de 1941: que los anglo-americanos abrirían un segundo frente en Francia en la primavera de 1944. Este fue un objetivo político de Stalin de gran magnitud en la guerra, por lo que se quedó bien satisfecho. Churchill hasta ese momento había estado buscando el empuje de las fuerzas del Reino Unido, los Estados Unidos y la Commonwealth a través del Mediterráneo para garantizar los intereses británicos en el Oriente Medio y la India. Roosevelt postularía a una reelección en las elecciones de 1944 y las concesiones a Stalin tenían este propósito, sin que el Roosevelt mostrase entusiasmo alguno en utilizar tropas y material de guerra estadounidense para la conservación del Imperio británico. En cuanto a la política general de la guerra, la Unión Soviética rogó el envío de las tropas solicitadas de la reserva en la Europa Occidental, y se acordó que estas tropas llegarían en la primavera de 1944. También se acordó que la Unión Soviética entrara en guerra contra Japón una vez que la Alemania nazi fuese derrotada. Roosevelt, Churchill y Stalin también coincidieron en que las Potencias del Eje se debían rendir incondicionalmente tanto en lo civil como en lo militar y que una vez vencidas, los territorios de las Potencias del Eje debían ser controlados por la URSS, los EE. UU. y el Reino Unido, evitando así capitulaciones de autoridades civiles, sujetas a condiciones, que permitieran a Alemania resucitar el mito de la puñalada por la espalda.
Andréi Gromyko, embajador de la URSS en los EE. UU. entre 1943 y 1948, testigo en la Conferencia de Teherán, escribió lo siguiente en sus memorias en 1988:

En Teherán, Stalin urgió vivamente a los aliados a que abrieran un segundo frente en Europa Occidental lo antes posible. Intentó repetidamente que Churchill se comprometiera a una fecha para el desembarco de las tropas aliadas en Europa, pero no conseguía nada de él. En un momento dado, incapaz de contenerse, se levantó de su silla y le dijo a Voroshilov y Molotov: «Tenemos mucho que hacer en casa para perder el tiempo aquí. Así no vamos a ninguna parte.» Turbado y temeroso, evidentemente, de que la conferencia pudiera fracasar, Churchill dijo precipitadamente: «El mariscal me ha entendido mal. Puedo dar una fecha exacta: mayo de 1944.»
Andréi Gromyko, Memorias (1988) p. 102

En cuanto a las alianzas y las relaciones internacionales, se discutió sobre Irán y Turquía. Roosevelt, Churchill y Stalin estuvieron de acuerdo en apoyar al gobierno de Irán, tal como se indica en la siguiente declaración:

Los tres gobiernos se han percatado de que la guerra ha causado especiales dificultades económicas para Irán, y que todos estamos de acuerdo en que se sigan poniendo a disposición del Gobierno de Irán ayudas tales como la asistencia económica, teniendo en cuenta las grandes exigencias formuladas por las operaciones militares en todo el mundo, así como la escasez de transporte, materias primas y suministros para el consumo civil en todo el mundo.

Además, la Unión Soviética debía prometer apoyo a Turquía en caso de que se encontrara en guerra, y Roosevelt, Churchill y Stalin decidieron que sería deseable que Turquía también entrara en la guerra con los Aliados antes de que finalizara el año. A pesar de que Stalin fue forzado a aceptar los acuerdos de la conferencia, este utilizó la victoria soviética en la batalla de Kursk y el poderío militar, así como puestos clave en el frente alemán, para conseguir su propósito. Roosevelt trató de hacer frente a la arremetida de las demandas, pero con algunas posiciones estratégicas y otras facultades de negociación pudo hacer muy poco para apaciguar a Stalin. Churchill sostuvo principalmente su plan del Mediterráneo en lugar de la Operación Overlord. Una de las mayores concesiones que hicieron Roosevelt y Churchill fue la cuestión de Polonia después de la guerra. Stalin expresó su deseo de que la parte oriental de Polonia debía ser entregada a la URSS y que la frontera polaca con Alemania tenía que ser delimitada a lo largo de los ríos Oder y Neisse y la línea Curzon por el este. A pesar de las protestas del Gobierno de Polonia en el exilio en Londres, Churchill y Roosevelt estuvieron de acuerdo con esta demanda. Además Churchill y Roosevelt dieron a Stalin libertad en los asuntos de su propio país, y esto permitió a la URSS ejercer una poderosa influencia en los procesos de posguerra de Polonia, la República Checa, Eslovaquia, los países bálticos, Rumanía y otros países de la Europa Oriental. Después de las citadas conclusiones que se hicieron, los tres mandatarios regresaron a sus respectivos países para llevar a cabo las políticas de guerra, con el acuerdo de que los dirigentes militares de los tres países debían reunirse a menudo para continuar el debate.
Sobre la cuestión polaca, Andréi Gromyko dijo en sus memorias en 1988:

Stalin dijo: «La Unión Soviética reconoce la frontera polaco-soviética de 1939 y lo encuentra justo.» La frontera a la que se refería era la establecida tras la reunificación de Bielorrusia Occidental y Ucrania Occidental con las repúblicas soviéticas bielorrusa y ucraniana, respectivamente. La conferencia de Teherán adoptó finalmente la siguiente fórmula: «El núcleo del estado y del pueblo polaco tiene que localizarse entre la llamada línea Curzon y el río Oder.» Esta frase tomaba en consideración el punto de vista soviético, y también se acordó, en principio, que Kónigsberg y su hinterland debían ser transferidos a la Unión Soviética. Así pues, la Unión Soviética planteó en Teherán la solución a la cuestión polaca y sus fronteras, de una forma que satisfaría, tanto los intereses del pueblo polaco, como las necesidades de seguridad europea e internacional. Nosotros no podíamos permitir que la Polonia de después de la guerra se convirtiera en una cabeza de puente para aventuras antisoviéticas. Stalin expuso esto de forma absolutamente clara a Roosevelt y Churchill y ellos comprendieron perfectamente la lógica de su postura.
Andréi Gromyko, Memorias (1988) pp.104-105

### Cena de la reunión tripartita
En 29 de noviembre de 1943, antes de la cena de la reunión tripartita, en la Conferencia, Churchill presentó a Stalin una espada ceremonial encargada especialmente como un regalo del rey Jorge VI para los ciudadanos de Stalingrado y el pueblo soviético, en conmemoración de la victoria soviética en Stalingrado. Cuando Stalin recibió la espada envainada, lo tomó con ambas manos y la besó en la vaina.
Stalin propuso la ejecución de 50 000 - 100 000 oficiales alemanes para que Alemania no pudiera planear otra guerra. Roosevelt, dijo "tal vez 49 000 sería suficiente". Churchill, sin embargo, interrumpió y declaró indigna "la ejecución a sangre fría de los soldados que lucharon por su país". Dijo que solo los criminales de guerra deben ser juzgados de acuerdo con el Documento de Moscú, que él mismo había escrito. Se dispuso a dejar la sala, pero volvió cuando Stalin se apresuró en decir que solo estaba bromeando.